# Малий Кам'янець
Малий Кам'янець (біл. вёска Малія Кам`янец) — село в складі Крупського району Мінської області, Білорусь. Село підпорядковане Холопеницькій сільській раді, розташоване в східній частині області.
Рішенням Мінської обласної ради депутатів від 30 жовтня 2009 року, щодо змін адміністративно-територіального устрою Мінської області, село Малий Кам'янець, уже колишньої Яновщинської сільської ради, підпорядковане Холопеницькій сільській раді.